# Rókafejű réce
A rókafejű réce, más néven indián réce (Aythya valisineria) a lúdalakúak rendjébe, ezen belül a récefélék (Anatidae) családjába és az Aythya nembe tartozó vízimadár.

## Rendszerezése
A fajt Alexander Wilson amerikai ornitológus írta le 1814-ben, az Anas nembe Anas valisineria néven.

## Előfordulása
Észak-Amerikában él, a barátréce ottani megfelelője. Természetes élőhelyei a édesvizű mocsarak és tavak, sós mocsarak és tengerpartok. Vonuló faj.

## Megjelenése
Testhossza 61 centiméter, szárnyfesztávolsága 79–89 centiméter, testtömege 810–1600 gramm.  A tojó kicsit kisebb mint a hím. Nászruhában a gácsér feje vörösesbarna, begye és melle fekete. Háta, hasa és szárnya fehér. A tojó színe barna.
|  |  |

## Életmódja
Gyommagvakkal, növényi részekkel, kis halakkal táplálkozik. A költési időszakban tartózkodik tavak és folyók közelében, utána a tengerhez vándorol.

## Szaporodása
A talajra nádból és sásból építi a fészkét. A fészekalj 10 tojásból áll, melyen 24-29 napig kotlik. A fiókák fészekhagyók. A rókafejű réce, több más récefajhoz hasonlóan fakultatív fészekparazita. A tojók saját fészkük felépítése előtt felkeresik más tojók fészkeit is (esetenként többet is) és oda is leraknak pár tojást. Ezután megépítik saját fészküket, melybe néha más tojók is raknak tojásokat. Ennek a szaporodási mechanizmusnak az oka, hogy ezek a fajok olyan helyeken fészkelnek, ahol nagy a veszélye, hogy a teljes fészekalj megsemmisül, így ha más fészekbe is raknak tojásokat, akkor ott még van esélye a fiókáknak felnőni.

## Természetvédelmi helyzete
Az elterjedési területe rendkívül nagy, egyedszáma ugyan csökken, de még nem éri el a kritikus szintet. A Természetvédelmi Világszövetség Vörös listáján nem fenyegetett fajként szerepel.